# Цехостовиці
Цехостовиці (пол. Ciechostowice) — село в Польщі, у гміні Шидловець Шидловецького повіту Мазовецького воєводства.
Населення — 864 особи (2011).
У 1975-1998 роках село належало до Радомського воєводства.

## Демографія
Демографічна структура станом на 31 березня 2011 року:
|          | Загалом | Допрацездатний вік | Працездатний вік | Постпрацездатний вік |
| -------- | ------- | ------------------ | ---------------- | -------------------- |
| Чоловіки | 433     | 111                | 287              | 35                   |
| Жінки    | 431     | 84                 | 267              | 80                   |
| Разом    | 864     | 195                | 554              | 115                  |